# Мезотрофне болото

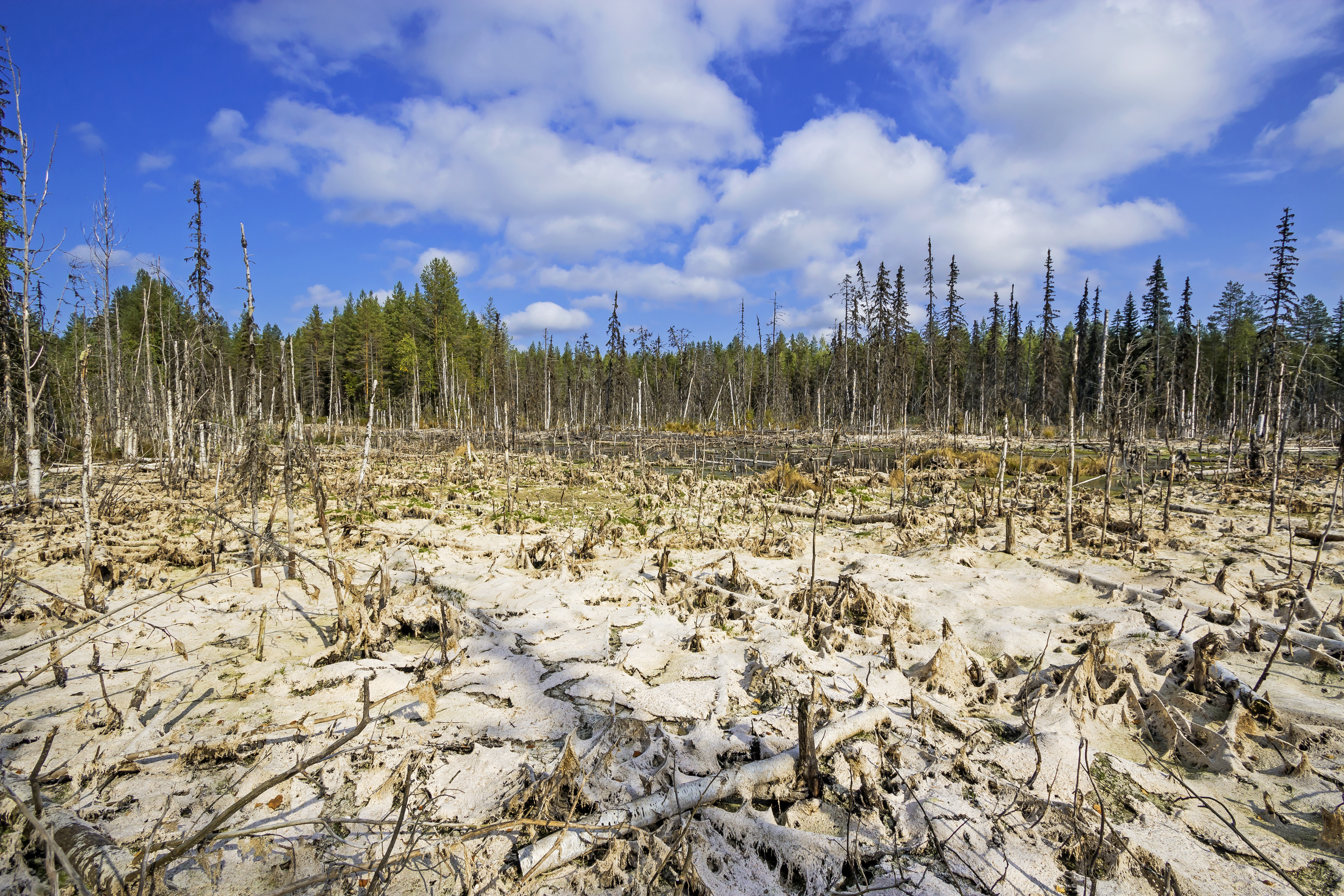

Мезотро́фне боло́то (або перехідне болото) — болото, яке за характером живлення і рослинності є проміжним (перехідним) між низинним (ефтрофним) та верховим (оліготрофним) болотом.
Перехідні болота — сфагново-осокові болота, здебільшого ґрунтового живлення, розвиваються на бідному мінеральному субстраті.
Зазвичай розташовуються широкою смугою на окраїнах верхових боліт або у вигляді окремих ділянок на бідних піщаних ґрунтах у супроводі низинних боліт. Типові рослини: бобівник трилистий, осока здута (Carex rostrata), андромеда багатолиста (Andromeda polifolia), журавлина дрібноплода ( Vaccinium microcarpum) і журавлина болотна Vaccinium oxycoccos), пухівка рудувата, пухівка струнка та деякі інші.